# Clinodiplosis kumayanagii
Clinodiplosis kumayanagii är en tvåvingeart som först beskrevs av Shinji 1938.  Clinodiplosis kumayanagii ingår i släktet Clinodiplosis och familjen gallmyggor. Inga underarter finns listade i Catalogue of Life.